# Tanja May
Tanja May (née le 22 février 1947 à Mönchengladbach) est une chanteuse allemande.

## Biographie
Elle suit des études pour devenir traductrice-interprète. Elle est découverte comme chanteuse dans les années 1960 et participe au Deutsche Schlager-Festspiele en 1966 avec le titre Das Wunder der Liebe mais ne parvient pas en finale.
Dans les années 1970 et 1980, elle chante du schlager inspiré par le swing. Avec le titre Tanz doch mal einen Tango mit mir, elle est présente durant deux semaines dans le classement des diffusions par les radios allemandes en 1976 puis avec Mal etwas Beat, mal etwas Swing quatre semaines en 1977.
Elle a mis fin à sa carrière après la sortie de quelques titres à la fin des années 1980.

## Discographie
Singles
- Das Wunder der Liebe (1966)
- Ohne Vertrauen geht es nicht (1966)
- Halt mal die Sonne an (1973)
- Hey, das ist Boogie Woogie
- Tanz doch mal einen Tango mit mir (1976)
- Mal etwas Beat, mal etwas Swing (1977)
- So waren die fünfziger Jahre (1977 et 1988)
- Mexiko (1979)
- Hillbilly Joe (1982)
- Was willst du denn im wilden Westen? (1983)
- Joe aus der Piano Bar (1986)
- Spiel noch einmal diese Melodie (1987)
- Die Liebe ist wie ein Würfelspiel. Hey, Mr. Cadillac (1988?)
- Er hieß Jonathan (1989)

## Source de la traduction
- (de) Cet article est partiellement ou en totalité issu de l’article de Wikipédia en allemand intitulé « Tanja May » (voir la liste des auteurs).